# Gnamptonyx limbalis
Gnamptonyx limbalis là một loài bướm đêm trong họ Erebidae.